# Grön bergtangara
Grön bergtangara (Chlorornis riefferii) är en fågel i familjen tangaror inom ordningen tättingar.

## Utseende och läte
Grön bergtangara är en stor tangara med omisskännlig fjäderdräkt: helt lysande grön med röd näbb, röda ben och rostrött i ansiktet och på undre stjärttäckarna. De nasala lätena är distinkta.

## Utbredning och systematik
Grön bergtangara placeras som enda art i släktet Chlorornis. Den delas in i fem underarter med följande utbredning:
- C. r. riefferii – Anderna i Colombia och Ecuador
- C. r. dilutus – norra Peru
- C. r. elegans – Anderna i centrala Peru (Junín)
- C. r. celatus – Anderna i sydostligaste Peru (Puno)
- C. r. bolivianus – Anderna i västra Bolivia (La Paz och Cochabamba)

## Levnadssätt
Arten förekommer i övre subtropiska och tempererade zonerna i Anderna. Där ses den i bergsskog och skogsbryn, enstaka eller i par och ofta i artblandade kringvandrande flockar.

## Status och hot
Arten har ett stort utbredningsområde, men tros minska i antal, dock inte tillräckligt kraftigt för att den ska betraktas som hotad. Internationella naturvårdsunionen IUCN listar arten som livskraftig (LC).

## Namn
Fågelns vetenskapliga artnamn hedrar Gabriel Rieffer, fransk upptäcktsresande och samlare av specimen.